# William Powell

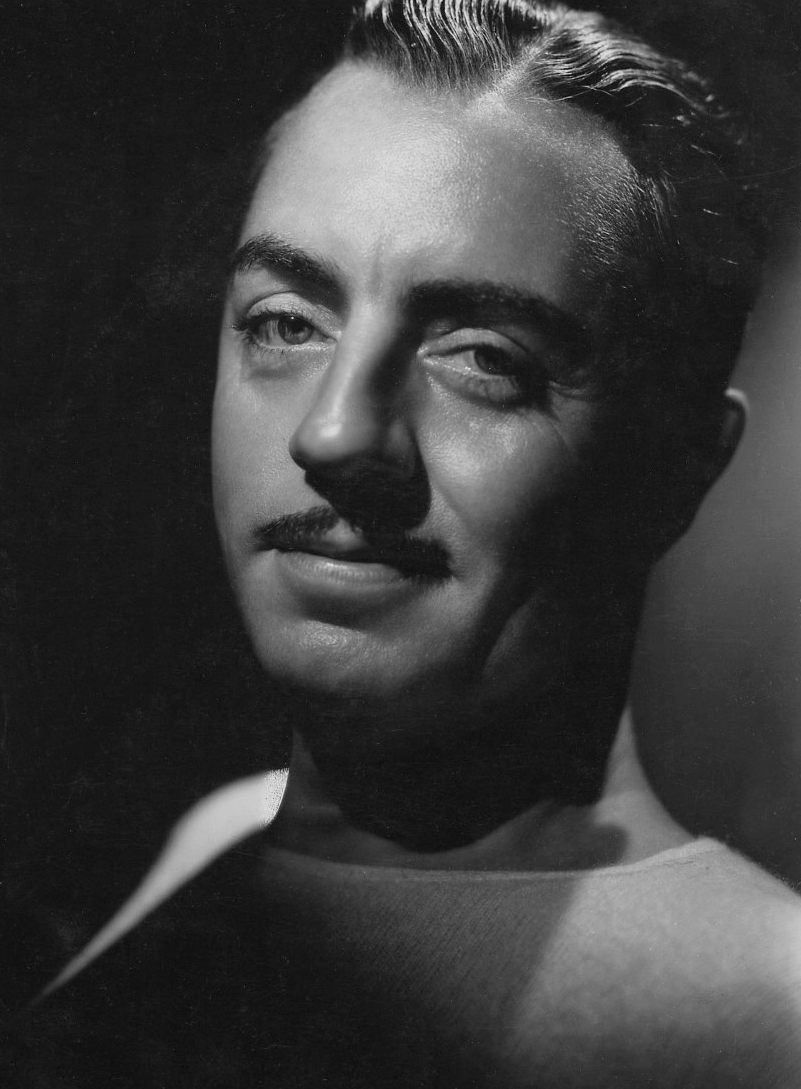
Portret MGM din 1936 al lui William Powell

William Horatio Powell (n. 29 iulie 1892

, Pittsburgh, Pennsylvania – d. 5 martie 1984
, Palm Springs, California) a fost un actor american.  A fost o vedetă importantă a studiourilor Metro-Goldwyn-Mayer. Powell a jucat alături de Myrna Loy în 14 filme, inclusiv în populara serie Thin Man bazată pe personajele Nick și Nora Charles  create de Dashiell Hammett. Powell a fost nominalizat la Premiul Oscar pentru cel mai bun actor de trei ori pentru producțiile: The Thin Man (1934), My Man Godfrey (1936) și Life with Father (1947).

## Filmografie
| An   | Titlu                         | Rol                               |
| ---- | ----------------------------- | --------------------------------- |
| 1922 | Sherlock Holmes               | Foreman Wells                     |
| 1922 | When Knighthood Was in Flower | Francis I                         |
| 1922 | Outcast                       | DeValle                           |
| 1923 | The Bright Shawl              | Gaspar De Vaca                    |
| 1923 | Under the Red Robe            | Duke of Orleans                   |
| 1924 | Dangerous Money               | Prince Arnoldo da Pescia          |
| 1924 | Romola                        | Tito Melema                       |
| 1925 | Too Many Kisses               | Julio                             |
| 1925 | Faint Perfume                 | Barnaby Powers                    |
| 1925 | My Lady's Lips                | Scott Seldon                      |
| 1925 | The Beautiful City            | Nick Di Silva                     |
| 1926 | White Mice                    | Roddy Forrester                   |
| 1926 | Sea Horses                    | Lorenzo Salvia                    |
| 1926 | Desert Gold                   | Snake Landree                     |
| 1926 | The Runaway                   | Jack Harrison                     |
| 1926 | Aloma of the South Seas       | Van Templeton                     |
| 1926 | Beau Geste                    | Boldini                           |
| 1926 | The Great Gatsby              | George Wilson                     |
| 1926 | Tin Gods                      | Tony Santelli                     |
| 1927 | New York                      | Trent Regan                       |
| 1927 | Love's Greatest Mistake       | Don Kendall                       |
| 1927 | Special Delivery              | Harold Jones                      |
| 1927 | Senorita                      | Manuel Oliveros                   |
| 1927 | Time to Love                  | Prince Alado                      |
| 1927 | Paid to Love                  | Prince Eric                       |
| 1927 | Nevada                        | Clan Dillon                       |
| 1927 | She's a Sheik                 | Kada                              |
| 1928 | Beau Sabreur                  | Becque                            |
| 1928 | The Last Command              | Lev Andreyev                      |
| 1928 | Feel My Pulse                 | Her Nemesis                       |
| 1928 | Partners in Crime             | Smith                             |
| 1928 | The Dragnet                   | Dapper Frank Trent                |
| 1928 | The Vanishing Pioneer         | John Murdock                      |
| 1928 | Forgotten Faces               | Froggy                            |
| 1928 | Interference                  | Philip Voaze                      |
| 1929 | The Canary Murder Case        | Philo Vance                       |
| 1929 | The Four Feathers             | Capt. William Trench              |
| 1929 | The Greene Murder Case        | Philo Vance                       |
| 1929 | Charming Sinners              | Karl Kraley                       |
| 1929 | Pointed Heels                 | Robert Courtland                  |
| 1930 | Behind the Make-Up            | Gardoni                           |
| 1930 | Street of Chance              | John D. Marsden / 'Natural' Davis |
| 1930 | The Benson Murder Case        | Philo Vance                       |
| 1930 | Paramount on Parade           | Philo Vance                       |
| 1930 | Shadow of the Law             | John Nelson                       |
| 1930 | For the Defense               | William Foster                    |
| 1931 | Man of the World              | Michael Trevor                    |
| 1931 | Ladies' Man                   | Jamie Darricott                   |
| 1931 | The Road to Singapore         | Hugh Dawltry                      |
| 1932 | High Pressure                 | Gar Evans                         |
| 1932 | Jewel Robbery                 | The Robber                        |
| 1932 | One Way Passage               | Dan                               |
| 1932 | Lawyer Man                    | Anton Adam                        |
| 1933 | Private Detective 62          | Free                              |
| 1933 | Double Harness                | John Fletcher                     |
| 1933 | The Kennel Murder Case        | Philo Vance                       |
| 1934 | Fashions of 1934              | Sherwood Nash                     |
| 1934 | Manhattan Melodrama           | Jim Wade                          |
| 1934 | The Thin Man                  | Nick Charles                      |
| 1934 | The Key                       | Capt. Bill Tennant                |
| 1934 | Evelyn Prentice               | John Prentice                     |
| 1935 | Star of Midnight              | Clay 'Dal' Dalzell                |
| 1935 | Reckless                      | Ned Riley                         |
| 1935 | Escapade                      | Fritz                             |
| 1935 | Rendezvous                    | Bill Gordon                       |
| 1936 | The Great Ziegfeld            | Florenz Ziegfeld, Jr.             |
| 1936 | The Ex-Mrs. Bradford          | Dr. Lawrence Bradford             |
| 1936 | My Man Godfrey                | Godfrey                           |
| 1936 | Libeled Lady                  | Bill Chandler                     |
| 1936 | After the Thin Man            | Nick Charles                      |
| 1937 | The Last of Mrs. Cheney       | Charles                           |
| 1937 | The Emperor's Candlesticks    | Baron Stephan Wolensky            |
| 1937 | Double Wedding                | Charles Lodge                     |
| 1938 | The Baroness and the Butler   | Johann Porok                      |
| 1939 | Another Thin Man              | Nick Charles                      |
| 1940 | I Love You Again              | Larry Wilson aka George Carey     |
| 1941 | Love Crazy                    | Steve Ireland                     |
| 1941 | Shadow of the Thin Man        | Nick Charles                      |
| 1942 | Crossroads                    | David Talbot, aka Jean Pelletier  |
| 1944 | The Heavenly Body             | William S. Whitley                |
| 1945 | The Youngest Profession       | Himself                           |
| 1945 | Ziegfeld Follies              | Florenz Ziegfeld Jr.              |
| 1945 | The Thin Man Goes Home        | Nick Charles                      |
| 1946 | The Hoodlum Saint             | Terence Ellerton 'Terry' O'Neill  |
| 1946 | The Great Morgan              | Film Character                    |
| 1947 | Life with Father              | Father                            |
| 1947 | Song of the Thin Man          | Nick Charles                      |
| 1947 | The Senator Was Indiscreet    | Senator Melvin G. Ashton          |
| 1948 | Mr. Peabody and the Mermaid   | Mr. Arthur Peabody                |
| 1949 | Take One False Step           | Professor Andrew Gentling         |
| 1949 | Dancing in the Dark           | Emery Slade                       |
| 1951 | It's a Big Country            | Professor                         |
| 1952 | The Treasure of Lost Canyon   | Homer 'Doc' Brown                 |
| 1953 | The Girl Who Had Everything   | Steve Latimer                     |
| 1953 | How to Marry a Millionaire    | J.D. Hanley                       |
| 1955 | Mister Roberts                | Lt. 'Doc'                         |

### Scurtmetraje
- Screen Snapshots (1932)
- Hollywood on Parade No. A-12 (1933)
- Screen Snapshots: The Skolsky Party (1946)